# Seznam kulturních památek v Hlavňovicích
Tento seznam nemovitých kulturních památek v obci Hlavňovice v okrese Klatovy vychází z  Ústředního seznamu kulturních památek ČR, který na základě zákona č. 20/1987 Sb., o státní památkové péči, vede Národní památkový ústav jako ústřední organizace státní památkové péče. Údaje jsou průběžně upřesňovány, přesto mohou obsahovat i řadu věcných a formálních chyb a nepřesností či být neaktuální. 
Pokud byly některé části dotčeného území vyčleněny do samostatných seznamů, měly by být odkazy na tyto dílčí seznamy uvedeny v úvodu tohoto seznamu nebo v úvodu příslušné sekce seznamu.

## Hlavňovice
|  | Kategorie „Saint Adalbert chapel in Hlavňovice “ na Wikimedia Commons | Hledat fotografie a kategorie ve Wikimedia Commons podle rejstříkového čísla památky | Nahrát snímek k tomuto tématu do úložiště Wikimedia Commons |  |

|  | Kategorie „Saint John of Nepomuk church in Hlavňovice “ na Wikimedia Commons | Hledat fotografie a kategorie ve Wikimedia Commons podle rejstříkového čísla památky | Nahrát snímek k tomuto tématu do úložiště Wikimedia Commons |  |

|  | Kategorie „Hlavňovice Castle “ na Wikimedia Commons | Hledat fotografie a kategorie ve Wikimedia Commons podle rejstříkového čísla památky | Nahrát snímek k tomuto tématu do úložiště Wikimedia Commons |  |

## Pích
| Památka                    | Fotografie        | Rejstříkové číslo v ÚSKP                                                             | Sídelní útvar                                               | Poloha                                        | Popis a poznámky |
| -------------------------- | ----------------- | ------------------------------------------------------------------------------------ | ----------------------------------------------------------- | --------------------------------------------- | --- |
| Usedlost čp. 4 (Q30856897) | \| \| \| \| \| \| | 26370/4-2904 Pam. katalog MIS                                                        | Pích                                                        | Pích 4 49°13′55,94″ s. š., 13°24′59,95″ v. d. | Venkovská usedlost. Přízemní dům na kamenné podezdívce s roubenou prkny šalovanou obytnou částí a navazujícím zděným bývalým hospodářským traktem. Ve štítu předsazená krytá pavlač. Lidová architektura horského typu z 19. století. Památkově chráněno od 25. března 1964. |
|                            |                   | Hledat fotografie a kategorie ve Wikimedia Commons podle rejstříkového čísla památky | Nahrát snímek k tomuto tématu do úložiště Wikimedia Commons |                                               | |

## Puchverk
| Památka                        | Fotografie        | Rejstříkové číslo v ÚSKP                                                             | Sídelní útvar                                               | Poloha                                                                     | Popis a poznámky |
| ------------------------------ | ----------------- | ------------------------------------------------------------------------------------ | ----------------------------------------------------------- | -------------------------------------------------------------------------- | --- |
| Vodní mlýn s pilou (Q38140722) | \| \| \| \| \| \| | 29589/4-2905 Pam. katalog MIS                                                        | Puchverk                                                    | Puchverk 6, v údolí potoka pod obcí 49°13′19,16″ s. š., 13°24′29,88″ v. d. | Ojedinělý příklad dochovaného barokního mlýna s hospodářským zázemím a pilou. Mlýnice patrová s pavláčkou v prkenné lomenici. Areál mlýna s pilou, sestávající z mlýnice s navazující hospodářskou částí pod jednou střechou (chlévy a stodola), pily a náhonu. Pila samostatně stojící, objekt pily téměř zbourán, zachovány jen zbytky zdiva. Mlýnice, chlévy a stodola na půdorysu L. - mlýnice - chlévy - stodola - náhon - pila Poznámka: 2006: objekt pily v nadzemní části zbořen Památkově chráněno od 25. března 1964. |
|                                |                   | Hledat fotografie a kategorie ve Wikimedia Commons podle rejstříkového čísla památky | Nahrát snímek k tomuto tématu do úložiště Wikimedia Commons |                                                                            | |

## Zvíkov
| Památka                    | Fotografie        | Rejstříkové číslo v ÚSKP                                                             | Sídelní útvar                                               | Poloha                                         | Popis a poznámky |
| -------------------------- | ----------------- | ------------------------------------------------------------------------------------ | ----------------------------------------------------------- | ---------------------------------------------- | --- |
| Usedlost čp. 3 (Q30765647) | \| \| \| \| \| \| | 23398/4-2906 Pam. katalog MIS                                                        | Zvíkov                                                      | Zvíkov 3 49°13′17,87″ s. š., 13°22′54,2″ v. d. | Venkovská usedlost. Přízemní roubené stavení s pavláčkou ve štítě a se zvoničkou v hřebeni střechy. Hospodářské zázemí zděné, před obytným stavením dřevěná zvonička tvořená dvěma svislými trámy. Šumavská lidová architektura počátku 19. století. Areál je situován na severním okraji malinké vsi. Tvoří jej na jihu umístěné obytné stavení, západně rovnoběžně situované chlévy, severně od obytného stavení kolmo stojící stodola, před jižním průčelím obytného stavení stojí zvonička. Terén klesá směrem k východu. - obytné stavení - stodola - chlévy - zvonička Památkově chráněno od 25. března 1964. |
|                            |                   | Hledat fotografie a kategorie ve Wikimedia Commons podle rejstříkového čísla památky | Nahrát snímek k tomuto tématu do úložiště Wikimedia Commons |                                                | |

## Častonice
| Památka                    | Fotografie        | Rejstříkové číslo v ÚSKP                                                             | Sídelní útvar                                               | Poloha                                            | Popis a poznámky |
| -------------------------- | ----------------- | ------------------------------------------------------------------------------------ | ----------------------------------------------------------- | ------------------------------------------------- | --- |
| Usedlost čp. 9 (Q30767449) | \| \| \| \| \| \| | 29187/4-2903 Pam. katalog MIS                                                        | Častonice                                                   | Častonice 9 49°14′21,19″ s. š., 13°22′4,47″ v. d. | Venkovská usedlost z 2. poloviny 19. století. Přízemní venkovský dům na obdélném půdorysu, přední obytná část roubená s prkenným šalováním, navazující zděné chlévy pod společnou sedlovou střechou. Památkově chráněno od 25. března 1964. |
|                            |                   | Hledat fotografie a kategorie ve Wikimedia Commons podle rejstříkového čísla památky | Nahrát snímek k tomuto tématu do úložiště Wikimedia Commons |                                                   | |